# Radotice
Radotice (en allemand : Radotitz) est une commune du district de Třebíč, dans la région de Vysočina, en République tchèque. Sa population s'élevait à 114 habitants en 2020.

## Géographie
Radotice se trouve à 4,5 km au sud-sud-est du centre de Jemnice, à 33,7 km au sud-ouest de Třebíč, à 42 km au sud de Jihlava et à 149 km au sud-est de Prague.
La commune est limitée par Jemnice au nord, par Jiratice au nord-est, par Police au sud-est, par Bačkovice au sud, et par Lovčovice et Menhartice à l'ouest.

## Histoire
La première mention écrite de la localité date de 1369.

## Transports
Par la route, Radotice se trouve à 5 km de Jemnice, à 44 km de Třebíč, à 54,5 km de Jihlava et à 186 km de Prague.